# 云梅花草
云梅花草（学名：Parnassia nubicola），为卫矛科梅花草属下的一个植物种。

## 变种和亚种
云梅花草有如下变种：
- 云梅花草（原变种）[3]
- （亚种）
- 矮云梅花草（变种）[4]